# Kyle Jones
Pour les articles homonymes, voir Jones.
Kyle Jones né le 15 novembre 1984 à Hamilton en Ontario est un triathlète professionnel canadien, champion du Canada en 2012, 2013 et 2014.

## Palmares
Le tableau présente les résultats les plus significatifs (podium) obtenus sur le circuit national et international de triathlon depuis 2011,.
| Année | Compétition                                 | Pays    | Position           | Temps           |
| ----- | ------------------------------------------- | ------- | ------------------ | --------------- |
| 2015  | Coupe du monde - étape d'Alanya             | Turquie | Médaille de bronze | 1 h 45 min 27 s |
| 2015  | Coupe du monde - étape sprint de Cozumel    | Mexique | Médaille d'argent  | 0 h 58 min 14 s |
| 2014  | Coupe panaméricaine - étape sprint de Magog | Canada  | Médaille d'or      | 0 h 53 min 49 s |
| 2014  | Championnat du Canada                       | Canada  | Médaille d'or      | 0 h 53 min 49 s |
| 2014  | Coupe panaméricaine - étape de Toronto      | Canada  | Médaille d'or      | 1 h 48 min 26 s |
| 2013  | Coupe du monde - étape d'Edmonton           | Canada  | Médaille d'argent  | 0 h 57 min 46 s |
| 2013  | Championnat du Canada                       | Canada  | Médaille d'or      | 0 h 57 min 46 s |
| 2012  | Coupe du monde - étape d'Edmonton           | Canada  | Médaille d'or      | 0 h 57 min 33 s |
| 2012  | Championnat du Canada                       | Canada  | Médaille d'or      | 0 h 57 min 33 s |
| 2011  | Coupe panaméricaine - étape d'Ixtapa        | Mexique | Médaille d'or      | 1 h 55 min 11 s |
| 2011  | Coupe d'Asie - étape d'Amakusa              | Japon   | Médaille d'or      | 1 h 48 min 18 s |
| 2011  | Coupe d'Asie - étape de Weihai              | Chine   | Médaille d'or      | 2 h 0 min 3 s   |